# NoNoNo
NoNoNo ist eine dreiköpfige schwedische Dance-Popband, die 2013 ihren Durchbruch mit ihrer Debüt-Single Pumpin Blood hatte.

## Karriere
NoNoNo wurde im Jahre 2013 von den beiden Produzenten Tobias Jimson (alias Astma) und Michel Flygare (alias Rocwell) sowie der Singer-Songwriterin Stina Wäppling in Stockholm gegründet. Wäppling hatte zuvor nach eigenen Angaben ihr Psychologiestudium beendet. Jimson und Flygare hatten zuvor Lieder für unter anderem Bands wie Icona Pop produziert, dessen Einflüsse auch hier wiederzufinden sind.
Im April 2013 veröffentlichte das Trio ihre erste Single Like the Wind, mit der sie im Internet erstmals auf sich aufmerksam machten. Ende Juni 2013 hatten die drei Musiker im schwedischen Frühstücksfernsehen ihren ersten Fernsehauftritt. Der britische BBC-Moderator Zane Lowe nahm ihre Debütsingle Pumpin Blood in sein Programm und NoNoNo erhielten daraufhin einen Plattenvertrag bei Warner. Im August folgte die Veröffentlichung von Pumpin Blood, mit der sie ihren ersten Charterfolg landeten. Das Lied wurde unter anderem als Soundtrack für die Filme Fack ju Göhte und Endless Love verwendet. Im März 2014 wurde das offizielle Musikvideo ihrer dritten Single Hungry Eyes veröffentlicht.

## Diskografie

### Alben
- 2014: We Are Only What We Feel
- 2018: Undertones
- 2024: Just Playing Dead Serious

### EPs
- 2013: Pumpin Blood EP

### Singles
- 2013: Like the Wind
- 2013: Pumpin Blood (SE: Gold, US: Gold)[2]
- 2014: Hungry Eyes
- 2014: One Wish
- 2017: Masterpiece
- 2017: Lost Song
- 2018: Dancing (Mumbai Wedding)